# Щоденники Керрі (телесеріал)
«Щоденники Керрі» (англ. The Carrie Diaries) — американський молодіжний телесеріал, приквел до популярного жіночого серіалу «Секс і Місто». Головну роль виконала Анна-Софія Робб. Серіал знятий на основі книг Кендес Бушнелл «Щоденники Керрі» (2010) та «Літо і Місто» (2011).

## Синопсис
Дія серіалу відбувається восени 1984 року, коли починається новий навчальний рік школярки Керрі Бредшоу. Минуло кілька місяців після смерті матері Керрі, це подія сильно вплинуло на життя родини, включаючи батька Тома і молодшу сестру Дорріт, з якою у Керрі постійно відбуваються сварки.
Тим часом, у школі з'являється новий учень — крутий і незалежний хлопець Себастьян Кід, з яким у Керрі колись був перший у її житті поцілунок. І хоча подруги дівчини розповідають про події свого життя, що включають втрату невинності, з захопленням, Керрі не поспішає розвивати відносини з Себастьяном, на якого у Донни Ладонни — найпопулярнішої дівчинки в школі — свої наміри.
Крім того, Керрі втілює в життя свою мрію — вона отримує місце стажера в юридичній фірмі в Нью-Йорку. У перший день перебування у «Великому Яблуці» Керрі знайомиться з яскравою Ларіссою, яка працює у світі моди. Вона знайомить дівчинку з життям Нью-Йорка, який повністю займає розум Керрі.

## В головних ролях
| Актор           | Роль           |
| --------------- | -------------- |
| Анна-Софія Робб | Керрі Бредшоу  |
| Остін Батлер    | Себаст'ян Кід  |
| Еллен Вонг      | Джилл Чен      |
| Кеті Фіндлей    | Меггі Ландерс  |
| Стефанія Овен   | Доріт Бредшоу  |
| Брендан Дулінг  | Волт Рейнольдс |
| Хлоя Бріджес    | Донна Ладонна  |
| Фріма Аджимен   | Ларисса Лофлін |
| Метт Летшер     | Том Бредшоу    |

## Факти
- У серіалі у Керрі одна сестра Доріт, а у романі дві — Доріт і Міссі.
- У серіалі у Керрі дві подруги Меггі і Миша, а в книзі три — Меггі, Миша і Лалі.
- У серіалі подругою, яка відбила хлопця у Керрі, була Меггі, а у книзі — це заклята подруга Лалі.
- У книзі Донна Ла Донна блондинка, а в серіалі — брюнетка.
- У серіалі Миша хоче вступити до Гарварду, а в книзі — до Єльського університету